# Afrixalus orophilus
Afrixalus orophilus är en groddjursart som först beskrevs av Laurent 1947.  Afrixalus orophilus ingår i släktet Afrixalus och familjen gräsgrodor. IUCN kategoriserar arten globalt som sårbar. Inga underarter finns listade i Catalogue of Life.